# Кунпхо (станция метро)
«Кунпхо» (кор. 군포역) — наземная станция Сеульского метро на Первой (Линия Кёнбусон).
Она представлена двумя островными платформами. Станция обслуживается Корейской национальной железнодорожной корпорацией (Korail). Расположена в квартале Кунпхо-дон города Кунпхо (провинция Кёнгидо, Республика Корея). На станции установлены платформенные раздвижные двери.
На Первой линии поезда Кёнбусон зелёный экспресс (SC: Gyeongbu green express) обслуживают станцию; Кёнбусон красный экспресс (GB: Gyeongbu red express. A Йонсан—Чонан и С Йондынпхо—Пёнчом), Кёнвон экспресс (GWː Gyeongwon) и Кёнкин экспресс (GI: Gyeongin) не обслуживают станцию.
Пассажиропоток — на 1 линии 14 328 чел/день (на 2013 год),.